# Хармони Тауншип (Пенсилванија)
Хармони Тауншип (енгл. Harmony Township) град је у америчкој савезној држави Пенсилванија.

## Демографија
По попису из 2000. године број становника је 3.373.
| Група             | 2000.         | 2010.    |
| Белци             | 3.279 (97,2%) | 0 (0,0%) |
| Афроамериканци    | 49 (1,5%)     | 0 (0,0%) |
| Азијати           | 4 (0,1%)      | 0 (0,0%) |
| Хиспаноамериканци | 19 (0,6%)     | 0 (0,0%) |
| Укупно            | 3.373         | 0        |